# L'Illusionniste double et la Tête vivante
Pour plus de détails, voir Fiche technique et Distribution.
L'Illusionniste double et la Tête vivante est un film français réalisé par Georges Méliès, sorti en 1900 au début du cinéma muet.

## Synopsis
Un homme se dédouble, fait s'animer une tête de femme qu’il dote enfin d’un corps entier, avant qu’un troisième homme déguisé fasse disparaître cette figure féminine. À tour de rôles, les deux hommes s’enfuient devant le troisième, qui s’avère en définitive porter un déguisement et ressembler traits pour traits au premier homme.

## Distribution
- Georges Méliès : les deux illusionnistes et le diable[1],[2].